# Storstrøms Trafikselskab
Storstrøms Trafikselskab (forkortet STS) var et af de daværende trafikselskaber i Danmark indtil Strukturreformen i 2007. Trafikselskabet var det trafikselskab der betjente det daværende Storstrøms Amt. Ved kommunalsammenlægningen og oprettelsen af regionerne, blev STS lagt ind under Movia, som blev oprettet som et fælles trafikselskab for hele Sjælland.

## Historie
Storstrøms Trafikselskab blev oprettet tilbage i 1981, som koordinator for den offentlige transport, i Storstrøms Amt, der hidtil har været betjent af private vognmænd. I De første år af trafikselskabets eksistens, have vognmændene deres egne farver på busserne, men med tiden indførte STS krav for bemaling på vognmændenes busser. Kravet blev at bybusserne, skulle males i et design der er var halv blå og halv gult, malet lidt ligesom en halv trekant, der går nede fra og op, for den blå farve. og omvendt for den gule farve. Rutebilerne, var malet i samme design, bare med en anden farve. Farverne på rutebilerne, var i samme blå nuance som på bybusserne. Men i stedet for gul, som på bybusserne, så var rutebilerne malet i en mellemting af en grøn og blå farve.

### Bogen om STS
I Anledning af at STS, fyldte 25år, blev der skrevet en bog. Bogen handlede ganske enkelt om, hvordan trafikselskabet blev til, også frem til trafikselskabets 25 års jubilæum i 2004.

### Uheldig udbuds sag for STS
STS blev ikke kun hædret. STS, fik også en møg sag på nakken i 2005. Sagen handlede om et udbud, hvor STS under udbudsprocessen ændrede udbudsbetingelserne, og dette faldt ikke i god jord ved udbudsklagenævnet.

### IC Busser
I Samarbejde med DSB og Vestsjællands Trafikselskab, havde STS i en periode, et koncept der hed IC busser. IC Busserne blev lanceret i forbindelse med DSBs K91 køreplan, hvor også IC3 togene blev sat ind i landstrafikken. IC Busserne, blev sat ind med udgangspunkt ved en InterCity station, og kørte så til en mindre by på Sjælland.
| Rute | Linjeføring                                           | Bemærkning                                                      |
| ---- | ----------------------------------------------------- | --------------------------------------------------------------- |
| 800  | Nykøbing Falster - Nakskov - Spodsbjerg-Tårs - Odense | Linjen fortsatte driften efter ophør af de resterende IC busser |
| 808  | Slagelse - Næstved - Præstø - Stege                   |                                                                 |
| 841  | Store Heddinge - Faxe - Rønnede - Haslev - Ringsted   |                                                                 |

## Billetter og takstzoner
STS, havde følgende billetter til rådighed.
- Enkelt billetter
- Værdikort
- Bommerang kort
- Blindekort
- Skolekort

Alle kort gav fri omstigning på alle linjer inden for de zoner man havde til rådighed. Havde man derimod ikke billet lå Kontrolafgiften på 600kr i 2006.

### Zonerne i STS
Zonerne i STS, var delt op efter kommunerne, sådan at de lå efter kommunernes størrelse. F.eks var Nakskov zone 10. og Næstved zone 60, også med Ringzoner ud til kommunegrænsen. De mindre kommuner såsom Holeby Kommune, og Fladså Kommune, lå derved under henholdsvis Maribo og Næstveds ringzone system. Zonesystemet. er ligeledes det samme som DOT, bruger i "Takst syd", med med ændringer.
| Kommunal ringzone | Nakskov      | Maribo        | Nykøbing F      | Møn         | Vordingborg    | Næstved                | Fakse      |
| ----------------- | ------------ | ------------- | --------------- | ----------- | -------------- | ---------------------- | ---------- |
| Zone og by        | 10 Nakskov   | 20 Maribo     | 30 Nykøbing F   | 40 Møn øst  | 50 Vordingborg | 60 Næstved centrum/øst | 70 Fakse   |
|                   | 11 Ravnsborg | 21 Rødby      | 31 Nørre Alslev | 41 Møn vest | 52 Præstø      | 61 Næstved vest        | 71 Rønnede |
|                   | 12 Rudbjerg  | 22 Holeby     | 32 Stubbekøbing | 42 Farø     | 53 Langebæk    | 62 Suså                | 72 Stevns  |
|                   | 13 Højreby   | 23 Sakskøbing | 33 Sydfalster   |             |                | 63 Holmegaard          |            |
|                   |              | 24 Nysted     |                 |             |                | 64 Fladså              |            |

## Produkter
STS, kørte med følgende produkter at selskabet ophørte med at eksistere.
- Bybusser
- Rutebiler

Bybusserne var bybusser der kørte internt i de større byer i Storstrøms Amt, heraf Næstved, Nykøbing F og Vordingborg. Linjerne havde et cifrede linjenumre
Rutebilerne, var de rutebusser, der kørte mellem byerne og oplandet i det daværende Storstrøms amt på Kryds og tværs, for at binde amtet sammen. Ruterne havde 2 cifrede linjenumre og i 1998/1999 bestod linjenettet af følgende rutebiler.

## Sammenlægningen til Movia
I 2006, var det sidste drift år for STS. Ved årsskiftet, skulle trafikselskabet nemlig slås sammen med det daværende HUR Trafik og Vestsjællands Trafikselskab. Planen var at skabe et fælles trafikselskab for hele Sjælland, og det skete ved årsskiftet til 2007.

## Galleri
- Bus i det daværende STS design i Næstved
- Bussen er indsat som togbus. Men normalt er bussen indsat på rute 800, der før i tiden var en STS drevet rute.
- Rødby Station, efter Movia overtog